# Wereldbeker schaatsen 2008/2009 - Wereldbeker 4 - 1e 500 meter mannen
De vijfde van 13 wedstrijden voor de wereldbeker schaatsen 500 meter werd gehouden op 6 december 2008 in Changchun.

## Uitslag A-divisie
| rang   | schaatser           | tijd   | punten |
| ------ | ------------------- | ------ | ------ |
| Goud   | Yu Fengtong         | 34,97  | 100    |
| Zilver | Keiichiro Nagashima | 35,08  | 80     |
| Brons  | Lee Kyou-hyuk       | 35,27  | 70     |
| 4      | Simon Kuipers       | 35,36  | 60     |
| 5      | Yuya Oikawa         | 35,38  | 50     |
| 6      | Mika Poutala        | 35,57  | 45     |
| 7      | Zhang Zhongqi       | 35,60  | 40     |
| 8      | Joji Kato           | 35,68  | 36     |
| 9      | Mo Tae-Bum          | 35,80  | 32     |
| 10     | Mark Tuitert        | 35,82  | 28     |
| 11     | Lee Ki-Ho           | 35,88  | 24     |
| 12     | Lee Kang-seok       | 35,90  | 21     |
| 13     | Shani Davis         | 35,992 | 18     |
| 14     | Jan Smeekens        | 35,999 | 16     |
| 15     | Stefan Groothuis    | 36,00  | 14     |
| 16     | Hiroyasu Shimizu    | 36,07  | 12     |
| 17     | Mun Joon            | 36,09  | 10     |
| 18     | Muncef Ouardi       | 36,25  | 8      |
| 19     | Pasi Koskela        | 36,47  | 6      |
| 20     | Dmitri Lobkov       | DQ     | 0      |

## Loting
| rit | binnenbaan       | buitenbaan          |
| --- | ---------------- | ------------------- |
| 1   | Muncef Ouardi    | Mun Joon            |
| 2   | Pasi Koskela     | Hiroyasu Shimizu    |
| 3   | Mark Tuitert     | Shani Davis         |
| 4   | Stefan Groothuis | Lee Ki-Ho           |
| 5   | Simon Kuipers    | Mo Tae-Bum          |
| 6   | Jan Smeekens     | Yuya Oikawa         |
| 7   | Lee Kang-seok    | Zhang Zhongqi       |
| 8   | Joji Kato        | Lee Kyou-hyuk       |
| 9   | Mika Poutala     | Dmitri Lobkov       |
| 10  | Yu Fengtong      | Keiichiro Nagashima |

## Top 10 B-divisie
| rang | schaatser                | tijd   | punten |
| ---- | ------------------------ | ------ | ------ |
| 1    | Tadashi Obara            | 35,75  | 25     |
| 2    | Jamie Gregg              | 36,00  | 19     |
| 3    | Fangyi Liu               | 36,23  | 15     |
| 4    | Yaolin Zhang             | 36,26  | 11     |
| 5    | Sergey Chadayev          | 36,41  | 8      |
| 6    | Aleksandr Lebedev        | 36,421 | 6      |
| 7    | Kyle Parrott             | 36,427 | 4      |
| 8    | François Olivier Roberge | 36,56  | 2      |
| 9    | Minghao Nan              | 36,57  | 1      |
| 10   | Denny Morrison           | 36,62  | 0      |